# Finska rallyt

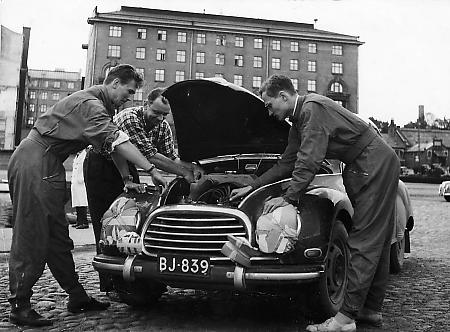
Osmo Kalpalas DKW får översyn under Finska rallyt 1956.

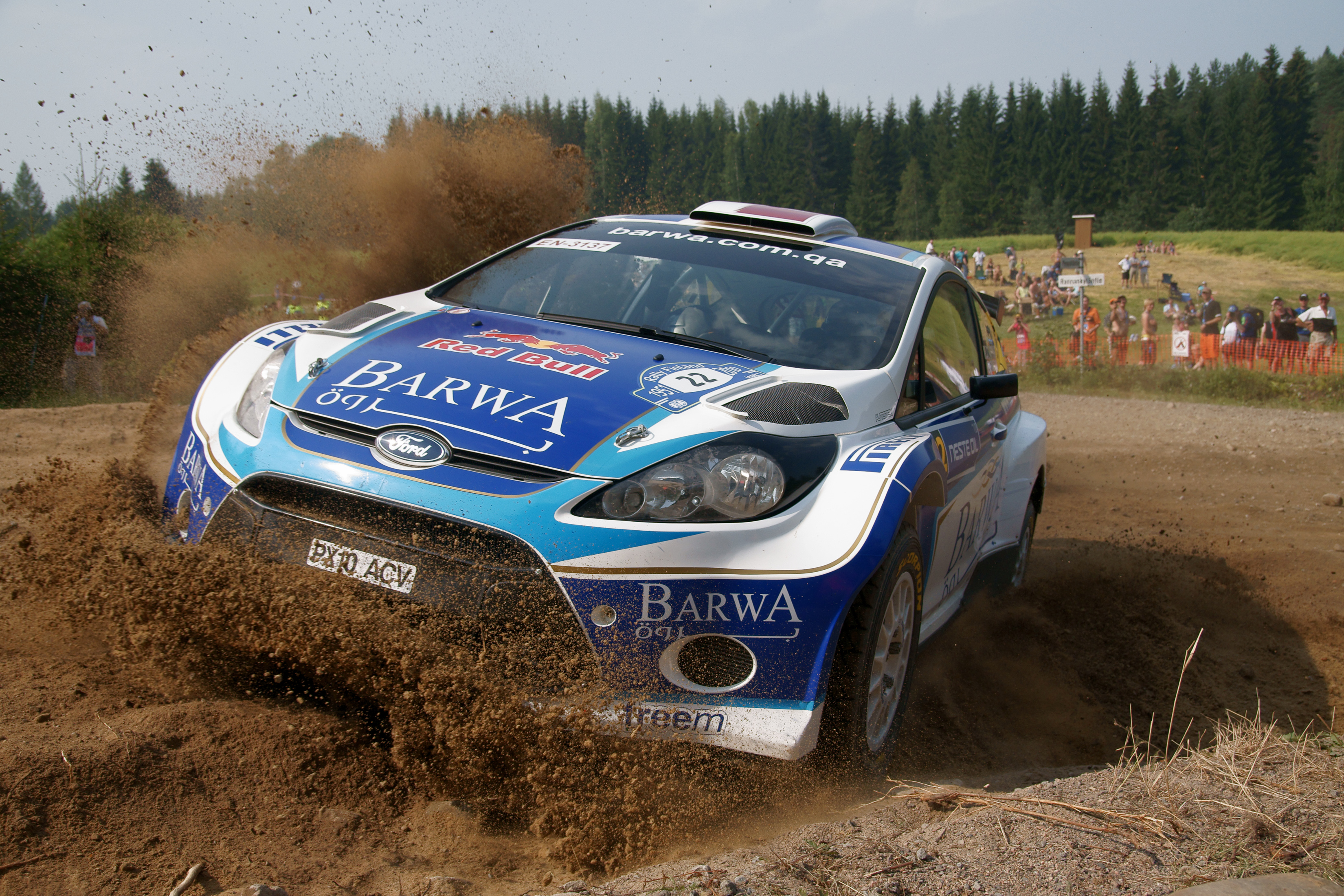
Nasser Al-Attiyah i en Ford Fiesta S2000 i Rannakylä shakedown i Muurame 2010.

Finska rallyt (finska: Suomen ralli, officiellt av sponsorskäl Neste Rally Finland) är Finlands största rallytävling. Den har arrangerats sedan 1951 med Jyväskylä som bas  och ingår i Rally-VM (WRC).
Tävlingen kallades 1954–1994 för Tusen sjöars rally, vilket kommer av att Finland som smeknamn brukar kallas för de tusen sjöars land. 
Rallyt är känt för sina breda och snabba vägar med stora hopp. 
Specialsträckan Ouninpohja är omtyckt och legendarisk i rallykretsar. Den har flera gånger blivit vald till den svåraste specialsträckan i rally.
Finland kallas för rallysportens spirituella hem på grund av det enorma intresse för sporten som finns i landet och de många framgångsrika rallyförare landet har producerat.

## Vinnare av Finska rallyt

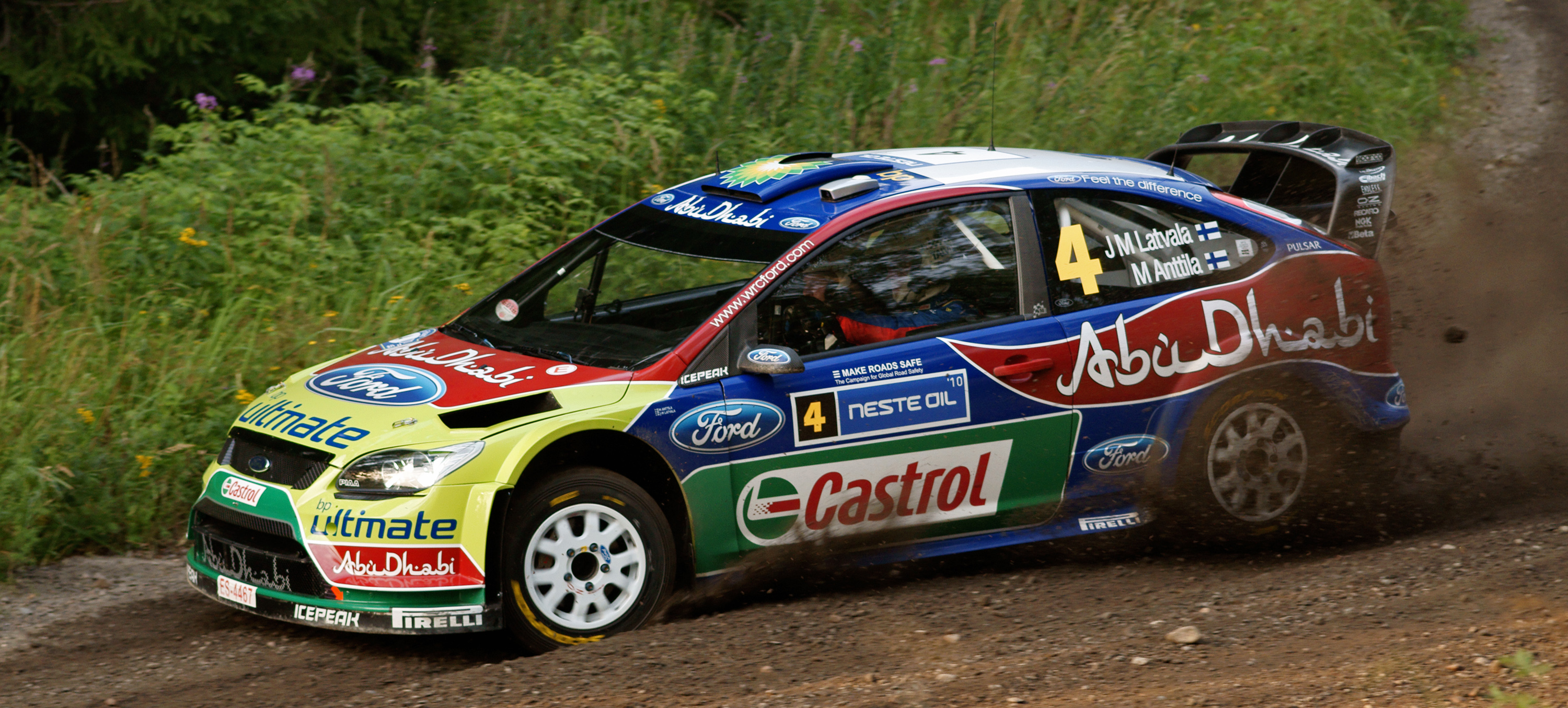
Jari-Matti Latvala och Miikka Anttila - vinnare 2010.

| År   | Vinnare                            | Bil                              |                                  |
| ---- | ---------------------------------- | -------------------------------- | -------------------------------- |
| 1951 | Arvo Karlsson Vilho Mattila        | Austin A90 Atlantic              |                                  |
| 1952 | Eino Elo Kai Nuortila              | Peugeot 203                      |                                  |
| 1953 | Vilho Hietanen Olof Hixén          | Allard                           |                                  |
| 1954 | Osmo Kalpala Eino Kalpala          | Dyna Panhard                     |                                  |
| 1955 | Eino Elo Kai Nuortila              | Peugeot 403                      |                                  |
| 1956 | Osmo Kalpala Eino Kalpala          | DKW Donau                        |                                  |
| 1957 | Erik Carlsson Mario Pavoni         | Saab 93                          |                                  |
| 1958 | Osmo Kalpala Eino Kalpala          | Alfa Romeo Giulietta TI          |                                  |
| 1959 | Gunnar Callbo Väinö Nurmimaa       | Volvo PV544                      |                                  |
| 1960 | Carl-Otto Bremer Juhani Lampi      | Saab 96                          |                                  |
| 1961 | Rauno Aaltonen Väinö Nurmimaa      | Mercedes-Benz 220 SE             |                                  |
| 1962 | Pauli Toivonen Jaakko Kallio       | Citroën DS                       |                                  |
| 1963 | Simo Lampinen Jyrki Ahava          | Saab 96 Sport                    |                                  |
| 1964 | Simo Lampinen Jyrki Ahava          | Saab 96 Sport                    |                                  |
| 1965 | Timo Mäkinen Pekka Keskitalo       | BMC Cooper S                     |                                  |
| 1966 | Timo Mäkinen Pekka Keskitalo       | Morris Cooper                    |                                  |
| 1967 | Timo Mäkinen Pekka Keskitalo       | BMC Cooper S                     |                                  |
| 1968 | Hannu Mikkola Anssi Järvi          | Ford Escort TC                   |                                  |
| 1969 | Hannu Mikkola Anssi Järvi          | Ford Escort TC                   |                                  |
| 1970 | Hannu Mikkola Gunnar Palm          | Ford Escort TC                   |                                  |
| 1971 | Stig Blomqvist Arne Hertz          | Saab 96 V4                       |                                  |
| 1972 | Simo Lampinen Klaus Sohlberg       | Saab 96 V4                       |                                  |
| 1973 | Timo Mäkinen Henry Liddon          | Ford Escort RS                   |                                  |
| 1974 | Hannu Mikkola John Davenport       | Ford Escort RS                   |                                  |
| 1975 | Hannu Mikkola Atso Aho             | Toyota Corolla Levin TE27        |                                  |
| 1976 | Markku Alén Ilkka Kivimäki         | Fiat 131 Mirafiori               |                                  |
| 1977 | Kyösti Hämäläinen Martti Tiukkanen | Ford Escort RS                   |                                  |
| 1978 | Markku Alén Ilkka Kivimäki         | Fiat 131 Abarth                  |                                  |
| 1979 | Markku Alén Ilkka Kivimäki         | Fiat 131 Mirafiori               |                                  |
| 1980 | Markku Alén Ilkka Kivimäki         | Fiat 131 Mirafiori               |                                  |
| 1981 | Ari Vatanen David Richards         | Ford Escort RS                   |                                  |
| 1982 | Hannu Mikkola Arne Hertz           | Audi Quattro                     |                                  |
| 1983 | Hannu Mikkola Arne Hertz           | Audi Quattro                     |                                  |
| 1984 | Ari Vatanen Terry Harryman         | Peugeot 205                      |                                  |
| 1985 | Timo Salonen Seppo Harjanne        | Peugeot 205 Turbo                |                                  |
| 1986 | Timo Salonen Seppo Harjanne        | Peugeot 205 Turbo                |                                  |
| 1987 | Markku Alén Ilkka Kivimäki         | Lancia Delta HF 4WD              |                                  |
| 1988 | Markku Alén Ilkka Kivimäki         | Lancia Delta Integrale           |                                  |
| 1989 | Mikael Ericsson Claes Billstam     | Mitsubishi Galant                |                                  |
| 1990 | Carlos Sainz Luis Moya             | Toyota Celica GT4 ST165          |                                  |
| 1991 | Juha Kankkunen Juha Piironen       | Lancia Delta HF Integrale        |                                  |
| 1992 | Didier Auriol Bernard Occelli      | Lancia Delta HF Integrale        |                                  |
| 1993 | Juha Kankkunen Denis Giraudet      | Toyota Celica Turbo 4WD ST185    |                                  |
| 1994 | Tommi Mäkinen Seppo Harjanne       | Ford Escort RS Cosworth          |                                  |
| 1995 | Tommi Mäkinen Seppo Harjanne       | Mitsubishi Lancer Evolution      |                                  |
| 1996 | Tommi Mäkinen Seppo Harjanne       | Mitsubishi Lancer Evolution      |                                  |
| 1997 | Tommi Mäkinen Seppo Harjanne       | Mitsubishi Lancer Evolution      |                                  |
| 1998 | Tommi Mäkinen Risto Mannisenmäki   | Mitsubishi Lancer Evolution      |                                  |
| 1999 | Juha Kankkunen Juha Repo           | Subaru Impreza WRC 99            |                                  |
| 2000 | Marcus Grönholm Timo Rautiainen    | Peugeot 206 WRC                  |                                  |
| 2001 | Marcus Grönholm Timo Rautiainen    | Peugeot 206 WRC                  |                                  |
| 2002 | Marcus Grönholm Timo Rautiainen    | Peugeot 206 WRC                  |                                  |
| 2003 | Markko Märtin Michael Park         | Ford Focus RS WRC 03             |                                  |
| 2004 | Marcus Grönholm Timo Rautiainen    | Peugeot 307 WRC                  |                                  |
| 2005 | Marcus Grönholm Timo Rautiainen    | Peugeot 307 WRC                  |                                  |
| 2006 | Marcus Grönholm Timo Rautiainen    | Ford Focus WRC 06                |                                  |
| 2007 | Marcus Grönholm Timo Rautiainen    | Ford Focus WRC 07                |                                  |
| 2008 | Sébastien Loeb Daniel Elena        | Citroën C4 WRC                   |                                  |
| 2009 | Mikko Hirvonen Jarmo Lehtinen      | Ford Focus WRC 09                |                                  |
| 2010 | Jari-Matti Latvala Miikka Anttila  | Ford Focus WRC 09                |                                  |
| 2011 | Sébastien Loeb Daniel Elena        | Citroën DS3 WRC                  |                                  |
| 2012 | Sébastien Loeb Daniel Elena        | Citroën DS3 WRC                  |                                  |
| 2013 | Sébastien Ogier Julien Ingrassia   | Volkswagen Polo R WRC            |                                  |
| 2014 | Jari-Matti Latvala Miikka Anttila  | Volkswagen Polo R WRC            |                                  |
| 2015 | Jari-Matti Latvala Miikka Anttila  | Volkswagen Polo R WRC            |                                  |
| 2016 | Kris Meeke Paul Nagle              | Citroën DS3 WRC                  |                                  |
| 2017 | Esapekka Lappi Janne Ferm          | Toyota Yaris WRC                 |                                  |
| 2018 | Ott Tänak Martin Järveoja          | Toyota Yaris WRC                 |                                  |
| 2019 | Ott Tänak Martin Järveoja          | Toyota Yaris WRC                 |                                  |
| 2020 | Inställt pga. Covid-19-pandemin.   | Inställt pga. Covid-19-pandemin. | Inställt pga. Covid-19-pandemin. |
| 2021 | Elfyn Evans Scott Martin           | Toyota Yaris WRC                 |                                  |
| 2022 | Ott Tänak Martin Järveoja          | Hyundai i20 N Rally1             |                                  |
| 2023 | Elfyn Evans Scott Martin           | Toyota GR Yaris Rally1           |                                  |
| 2024 | Sébastien Ogier Vincent Landais    | Toyota GR Yaris Rally1           |                                  |
| 2025 | Kalle Rovanperä Jonne Halttunen    | Toyota GR Yaris Rally1           |                                  |